# Jim Baker (Musiker)
Jim Baker (* 1950 in Chicago) ist ein US-amerikanischer Jazz- und Improvisationsmusiker (Piano, Synthesizer und Keyboard (ARP 2600)).

## Leben und Wirken
Baker studierte Piano bei Thomas Scott und Komposition an der University of Illinois at Urbana bei Morgan Powell und Herbert Brun. In den 1980er-Jahren spielte er bei Harold Jones und Nicholas Tremulis, anschließend in der Improvisationsszene u. a. mit Kent Kessler und Michael Zerang. Im folgenden Jahrzehnt arbeitete er auch mit Fred Anderson, Guillermo Gregorio, Ken Vandermark, Edward Wilkerson, Mars Williams, Billy Brimfield, Jim O’Rourke, Matt Wilson, Harrison Bankhead, Hal Russell, Fred Lonberg-Holm, Jeb Bishop, Weasel Walter, Hamid Drake und Chad Taylor. Erste Aufnahmen entstanden 1995 mit dem Improvisationstrio Caffeine (bestehend aus Baker, Ken Vandermark und Steve Hunt) für das Label Okka Disk; 1996 trat Baker auf europäischen Jazzfestivals auf, mit Vandermark's Chicago Improvisers auf dem Moers Festival und mit Fred Lonberg-Holm auf dem Tampere Jazz Happening in Finnland. Im Trio mit Rüdiger Carl und Stephan Wittwer gastierte er 1996 auf dem FMP Festival in Chicago.
In den folgenden Jahren fanden auch Kooperationen mit Steve Beresford, Damon Short, Nicole Mitchell, Dave Rempis (Out of Season, 2004), Jeff Parker Jason Roebke, Avreeayl Ra, Michael Attias und dem Exploding Star Orchestra statt, ab den 2010er-Jahren auch mit Christoph Erb, Junius Paul, Mars Williams, Junius Paul (Ism, 2019), Charles Rumback (Cadillac Turns, 2019) und Keefe Jackson (So Glossy and So Thin, 2020). Im Bereich des Jazz war er zwischen 1994 und 2019 an 50 Aufnahmesessions beteiligt. Auf Delmark Records legte er das Soloalbum More Questions Than Answers vor. Baker tritt regelmäßig in Fred Andersons Velvet Lounge mit seiner Band Steam auf, für die er auch komponiert.

## Diskographische Hinweise
- Jim Baker & Michael Zerang: The Earth Sessions Vol. I/II (1997)
- Steam: Real Time (Eighth Day Music, 1997), mit Ken Vandermark, Kent Kessler, Tim Mulvenna
- Witches & Devils: Empty Bottle Chicago (Knitting Factory Records, 2000), mit Kent Kessler, Fred Lonberg-Holm, Steve Hunt, Ken Vandermark, Mars Williams
- Ken Vandermark Territory Band 5: New Horse for the White House (Okka Disk, 2004)
- In the Context of (482 Music, 2006), mit Jeff Parker, Nicole Mitchell
- Extraordinary Popular Delusions (Okka Disk, 2006)
- Jim Baker / Steve Hunt / Brian Sandstrom: Williams Extraordinary (Okka Disk, 2007)
- Baker, Bruckmann, Zerang: Psychotic Redaction (Multikulti Project, 2011), mit Kyle Bruckmann
- Erb/Baker/Zerang (Veto Records, 2011), mit Christoph Erb, Michael Zerang
- Bottervagl (Veto Records, 2012), mit Christoph Erb
- Christoph Erb/Jim Baker/Frank Rosaly: Parrots Paradise (Veto, 2017)
- Charles Rumback / Jim Baker / John Tate: Threes (2017)
- Mars Williams: An Ayler Xmas Volume 2 (ESP-Disk, 2018), An Ayler Xmas Vol. 5 (2021)
- Charles Rumback, Jim Baker, John Tate: June Holiday (2020)
- Bootleg Series No 5 3030 (2020), mit Jerome Bryerton, Paul Hartsaw
- Luke Stewart Exposure Quintet (2020)
- Dave Rempis: Scylla (2022)
- Jim Baker, Steve Hunt, Jacob Heinemann: Horizon Scanners (2024)